# Olympische Winterspiele 1936/Eisstockschießen
Bei den IV. Olympischen Winterspielen 1936 in Garmisch-Partenkirchen wurde zum ersten Mal das Eisstockschießen als Demonstrationbewerb vorgeführt. 
Das Eisschießen wurde am 9. und 10. Februar 1936 auf dem Rießersee durchgeführt. Eröffnet wurden die Bewerbe durch Karl Ritter von Halt, den Präsidenten des Organisationskomitees für die Spiele von Garmisch-Partenkirchen. Da kein Eintritt verlangt wurde, fanden sich an beiden Tagen sehr viele Zuschauer ein, um die Wettbewerbe in diesem vor allem im bayerischen und westösterreichischen Alpenraum verbreiteten Sport zu verfolgen. Insgesamt nahmen an den Bewerben 52 Sportler aus drei Nationen teil. Österreich stellte mit 23 Aktiven das größte Aufgebot, gefolgt von Deutschland mit 19 und der Tschechoslowakei mit 10 Sportlern. 

## Wettbewerbe

### Einzel-Weitschießen Männer
| Platz | Land | Sportler               | Distanz (m) |
| ----- | ---- | ---------------------- | ----------- |
| 1     | AUT  | Georg Edenhauser       | 154,6       |
| 2     | AUT  | Friedrich Mosshammer   | 145,0       |
| 3     | GER  | Ludwig Retzer          | 144,6       |
| 4     | GER  | Ferdinand Erb          | 140         |
| 5     | AUT  | Anton Schaffernack     | 139,8       |
| 6     | GER  | Max Pfeffer            | 137,6       |
| 7     | GER  | Lorenz Kollmannsberger | 127,6       |
| 8     | TCH  | Karl Wolfinger         | 107,0       |
| 9     | AUT  | August Ischepp         | 102,0       |

Datum: 9. Februar 1936
Der Bewerb wurde um 9:30 gestartet und konnte bei guten Witterungsverhältnissen ausgetragen werden. Die Temperatur des Eises betrug −14 bis −5 °C. Es hatten sich 12 Sportler angemeldet, von denen neun tatsächlich am Bewerb teilnahmen und sich auch ins Klassement eintragen konnten. Jeder Sportler hatte drei Versuche zur Verfügung, von denen nur der weiteste gewertet wurde.

### Einzel-Zielschießen Männer
| Platz | Land | Sportler          | Ringe/Schuss | Summe |
| ----- | ---- | ----------------- | ------------ | ----- |
| 1     | AUT  | Ignaz Reiterer    | 1-0-9-0-5    | 15    |
| 2     | GER  | August Brunner    | 0-0-0-0-9    | 9     |
| 3     | TCH  | Karl Wolfinger    | 0-0-0-9-0    | 9     |
| 4     | AUT  | Franz Lawugger    | 0-0-9-0-0    | 9     |
| 5     | AUT  | Josef Kalkschmid  | 0-9-0-0-0    | 9     |
| 6     | GER  | Hans Moser        | 0-0-0-5-0    | 5     |
| 7     | AUT  | Josef Marx        | 0-0-3-1-0    | 4     |
| 8     | GER  | Hans Bielmeier    | 0-0-0-3-0    | 3     |
| 9     | TCH  | Friedrich Arnhold | 0-0-0-1-0    | 1     |
| 10    | TCH  | Hans Großmann     | 0-1-0-0-0    | 1     |

Datum: 10. Februar 1936
Der Bewerb wurde um 13:00 Uhr gestartet. Es herrschten schlechtere Witterungsbedingungen als am Vortag. Durch heftigen Schneefall war das Eis bedeckt und die Sichtverhältnisse durch heftigen Wind eingeschränkt. Die Temperaturen des Eises betrugen um die −4 °C. Von 12 angemeldeten Teilnehmern aus drei Ländern konnten sich zehn in die Wertung eintragen. Nicht in die Wertung kamen der deutsche Jakob Eisch und der Tschechoslowake Friedrich Czernich, da sie keinen einzigen Punkt erzielen konnten.

### Mannschaften Männer
| Platz | Land    | Moarschaft | Sportler                                                                            | Spiele  | Punkte  | Endnote |
| ----- | ------- | ---------- | ----------------------------------------------------------------------------------- | ------- | ------- | ------- |
| 1     | AUT I   | Tirol      | Wilhelm Silbermayr Anton Ritzl Otto Ritzl Wilhelm Pichler Rudolf Rainer             | 6:1     | 154:75  | 2,053   |
| 2     | GER III | Miesbach   | Georg Redel Ferdinand Erb Johann Eibach Josef Lenz Alois Dirnberger                 | 3,5:3,5 | 157:86  | 1,825   |
| 3     | AUT II  | Steiermark | Josef Hödl-Schlehofer Johann Mrakitsch Rudolf Wagner Friedrich Schieg Hubert Lögler | 6:1     | 141:90  | 1,567   |
| 4     | GER II  | Straubing  | Ludwig Holzer Franz-Xaver Bachl Hans Bielmeier Albert Karl Georg Kronfeldner        | 3:4     | 125:100 | 1,250   |
| 5     | GER I   | Zwiesel    | Wolfgang Röck Jakob Eisch Max Pfeffer Kurt Pfeffer Hermann Fuchs                    | 3,5:3,5 | 95:119  | 0,798   |
| 6     | AUT III | Kärnten    | Josef Hafner Isidor Waitschacher Josef Kleewein Paul Begrusch Josef Maierbrugger    | 3:4     | 111:142 | 0,782   |
| 7     | TCH I   | —          | Karl Wolfinger Friedrich Brave Friedrich Feistner Friedrich Arnhold                 | 3:4     | 100:135 | 0,741   |
| 8     | TCH II  | —          | Hans Bernhardt Rudolf Kopal Hans Großmann Alfred Hein Otto Hanff                    | 0:6     | 62:198  | 0,313   |

Datum: 9. Februar 1936
Der Bewerb wurde um 13:00 Uhr gestartet. Es nahmen acht Mannschaften mit insgesamt 40 Teilnehmern aus drei Ländern teil. Die Wetterverhältnisse waren sehr gut, es war windstill und wolkenlos. Die Temperatur des Eises betrug −10 °C.

#### Einzelspiele
Die erstgenannte Mannschaft steht in der Spalte aufgelistet, der Gegner in der jeweiligen Zeile.
|         | AUT I | AUT II | AUT III | GER I | GER II | GER III | TCH I | TCH II |
| ------- | ----- | ------ | ------- | ----- | ------ | ------- | ----- | ------ |
| AUT I   | —     | 18:10  | 4:34    | 3:21  | 14:23  | 15:18   | 12:27 | 10:21  |
| AUT II  | 10:18 | —      | 12:31   | 16:11 | 13:18  | 19:20   | 6:23  | 14:20  |
| AUT III | 34:4  | 31:12  | —       | 3:32  | 8:19   | 34:5    | 27:12 | 5:28   |
| GER I   | 21:3  | 11:16  | 32:3    | —     | 11:22  | 15:15   | 16:6  | 13:30  |
| GER II  | 23:14 | 18:13  | 19:8    | 22:11 | —      | 6:18    | 7:27  | 5:34   |
| GER III | 18:15 | 20:19  | 5:34    | 15:15 | 18:6   | —       | 3:32  | 7:36   |
| TCH I   | 27:12 | 23:6   | 12:27   | 6:16  | 27:7   | 32:3    | —     | 8:29   |
| TCH II  | 21:10 | 20:14  | 28:5    | 30:13 | 34:5   | 36:7    | 29:8  | —      |